# Бентинк, Генри, 1-й герцог Портленд
Генри Бентинк (англ. Henry Bentinck; 17 марта 1682 — 4 июля 1726, Спаниш-Таун, Ямайка, Британская империя) — британский аристократ, 2-й граф Портленд и 2-й виконт Вудсток с 1709, 1-й герцог Портленд и 1-й маркиз Тичфилд с 1716 года (в 1689—1709 годах носил титул учтивости виконт Вудсток). При жизни отца, в 1705—1709 годах, заседал в Палате общин, принадлежал к партии вигов. В 1721—1726 годах занимал должность губернатора Ямайки.

## Биография
Генри Бентинк родился в 1682 году в семье голландского аристократа Уильяма Бентинка и его жены Энн Вильерс. Его отец был ближайшим советником и другом Вильгельма Оранского, штаттгальтера Голландии, занявшего в 1689 году английский престол. Бентинк-старший получил обширные земельные владения в Англии и титул графа Портленда, а Генри как его наследник носил с этого момента титул учтивости виконт Вудсток. Бентинк-младший пользовался большой благосклонностью короля и королевы. В 1704 году он женился на богатой наследнице, отец назначил ему ренту 10 000 фунтов стерлингов в год.
В 1705 и 1708 годах виконт избирался в Палату общин как представитель Саутгемптона и Хэмпшира соответственно. Он считался членом партии вигов. В 1716 году, после смерти отца, Бентинк унаследовал его владения и титулы и перешёл в Палату лордов как 2-й граф Портленд. Теперь он владел поместьями в Беркшире, Чешире, Камберленде, Хартфордшире, Норфолке, Суссексе, Вестминстере и Йоркшире общей стоимостью около 850 тысяч фунтов стерлингов и получал годовой доход в 10 тысяч фунтов стерлингов от вклада в банке Голландии. Собственность в Голландии перешла к младшему брату. Заметной политической роли в Палате лордов Бентинк не играл. В 1716 году он получил титул герцога Портленда, в 1721 году был назначен губернатором Ямайки, где и умер 4 июля 1726 года. Тело было привезено в Англию и похоронено в Вестминстерском аббатстве.

## Семья
Генри Бентинк был женат с 1704 года на Элизабет Ноэль, дочери Ризли Ноэля, 2-го графа Гейнзборо, и Кэтрин Гревиль. В этом браке родились:
- Энн (умерла в 1749), жена полковника Дэниела Поля[3];
- Изабелла (умерла в 1783), жена Генри Монка[4];
- Амелия (умерла в 1756), жена Якоба Аренда де Вассенера, барона Вассенера[5];
- Уильям, 2-й герцог Портленд (1709—1762)[6][7];
- Джордж (1715—1759)[8].